# Ranunculus lyallii
Ranunculus lyallii (Engels: Mount Cook buttercup of Mount Cook lily) is een plant uit de ranonkelfamilie (Ranunculaceae). Het is een boterbloem die endemisch is in Nieuw-Zeeland. De soort komt voor op het Zuidereiland en Stewarteiland, op hoogtes tussen de 700 en 1500 meter. Hij groeit in subalpiene tot laag-alpiene zones van vochtige berggebieden, waar hij aangetroffen wordt in graslanden met pollenvormende grassen, langs beekjes, in vochtige holtes en bij rotsen.
Het is een kruidachtige vaste plant met een stevige wortelstok die een groeihoogte kan bereiken van 60 tot 100 centimeter. De schildvormige bladeren zijn glanzend donkergroen en hebben een diameter van 15 tot 40 centimeter. De bladstelen zijn lang en in het midden van het blad bevestigd. De bloemen hebben een diameter van 5 tot 8 centimeter en hebben 10 tot 20 witte bloembladen en talloze gele meeldraden. De bloeiperiode begint in de late lente en duurt tot in de vroege zomer. Die begint eind november of begin december en duurt tot ongeveer midden januari.
Bekende groeilocaties van deze soort zijn onder andere Nationaal park Aoraki/Mount Cook en in andere alpiene gebieden, zoals het gebied rondom Arthur's Pass.
De bloem was het logo van de Mount Cook Airline. Verder stond de bloem ook meerdere keren afgebeeld op Nieuw-Zeelandse postzegels.
... · 
R. acris (Scherpe boterbloem) · 
R. aquatilis (Fijne waterranonkel) · 
R. aquatilis var. aquatilis · 
R. aquatilis var. diffusus (Haarbladwaterranonkel) · 
R. arvensis (Akkerboterbloem) · 
R. auricomus (Gulden boterbloem) · 
R. baudotii (Zilte waterranonkel) · 
R. bulbosus (Knolboterbloem) · 
R. circinatus (Stijve waterranonkel) · 
R. flammula (Egelboterbloem) · 
R. fluitans (Vlottende waterranonkel) · 
R. glacialis (Gletsjerboterbloem) · 
R. gramineus (Grasbladige boterbloem) · 
R. hederaceus (Klimopwaterranonkel) · 
R. kuepferi · 
R. lingua (Grote boterbloem) · 
R. lyallii · 
R. ololeucos (Witte waterranonkel) · 
R. omiophyllus (Drijvende waterranonkel) · 
R. peltatus (Grote waterranonkel) · 
R. penicillatus (Penseelbladige waterranonkel) · 
R. platanifolius (Witte boterbloem) · 
R. polyanthemos · 
R. polyanthemos subsp. nemorosus (Bosboterbloem) · 
R. polyanthemos subsp. polyanthemoides (Kalkboterbloem) · 
R. pygmaeus (Dwergboterbloem) · 
R. pyrenaeus (Pyrenese boterbloem) · 
R. repens (Kruipende boterbloem) · 
R. sardous (Behaarde boterbloem) · 
R. sceleratus (Blaartrekkende boterbloem) · 
R. trichophyllus (Kleine waterranonkel) · 
R. thora (Gifboterbloem) · 
R. tripartitus (Driedelige waterranonkel) · 
...